# Bigwig
Bigwig est un groupe de punk rock et punk hardcore américain, originaire du New Jersey.

## Biographie
Formé en 1995 et influencé par des groupes comme The Descendents, NOFX ou Slayer, Bigwig ne tarde pas à faire parler de lui avec seulement deux EP et des concerts dans le New Jersey à son actif. Durant son existence, Bigwig joue avec des groupes tels que Pennywise, Less than Jake, Blink-182, The Ataris, The Vandals New Found Glory, No Use for a Name, NOFX, The Suicide Machines, Agnostic Front, Lagwagon, et Reel Big Fish. En 1997, le groupe sort son premier album Unmerry Melodies sur le label Fearless Records qui lui permet de tourner aux États-Unis. En 1999, Bigwig quitte Fearless Records pour Kung Fu Records et sort son deuxième album Stay Asleep.
Après de nombreux changements au sein du groupe (seul le chanteur guitariste Tom est présent depuis les débuts) et un retour sur Fearless Records, l'album Invitation to Tragedy parait en 2001 et montre une nouvelle facette de Bigwig, qui passe d'un punk rock mélodique aux paroles sarcastiques à un punk hardcore à la fois agressif et mélodique avec des textes beaucoup plus engagés. 2003 marque un grand événement pour Bigwig qui fait sa première tournée en Europe (dont trois concerts en France).
Après plusieurs années de silence et de nouveaux remaniements, Bigwig sort en 2006 Reclamation, un album dans la même veine que le précédent, technique, agressif et mélodique. 
En avril 2012, ils jouent au festival belge Groezrock. En juin 2014, Bigwig participe à l'Amnesia Rockfest de Montebello, au Québec, et à l'East Coast Taunami Fest, Reading, en septembre la même année. Ils seront présents à Ottawa le 18 avril 2017.

## Membres

### Membres actuels
- Tom Peta - guitare, chant
- Jeff Powers - guitare
- Zach Lorinc - basse

### Anciens membres
- Josh Farrell - guitare
- Jeremy Hernández - guitare
- Josh Marsh - guitare
- John Castaldo - basse
- Max Berchard - basse
- Tony Losardo - basse
- Brent Hammer - basse
- Dan Rominski - batterie
- Matt Grey - batterie
- Keith Yosco - batterie

## Discographie
- 1996 : Self-titled 7"
- 1997 : Unmerry Melodies
- 1999 : Stay Asleep
- 2000 : split avec Glasseater (promo)
- 2001 : An Invitation to Tragedy
- 2006 : Reclamation